# 雷娜塔·托马诺娃
雷娜塔·托马诺娃（捷克語：Renáta Tomanová，1954年12月9日—），捷克女子网球运动员。她曾获得澳大利亚网球公开赛女子双打冠军、法国网球公开赛混合双打冠军。她也曾参加1977年夏季世界大学生运动会。